# Ludovico Hidrosollo
Ludovico Advincula  Hidrosollo (Dumarao, 2 september 1885 - 1962) was een Filipijns politicus. 

## Biografie
Ludovico Hidrosollo werd geboren op 2 september 1885 in Dumarao in de Filipijnse provincie Capiz. Hidrosollo studeerde op kosten van de Amerikaanse overheid landbouw aan de University of Michigan in de Verenigde Staten. Op 1 september 1908 keerde hij weer terug in de Filipijnen. Hij was werkzaam als docent in Dumarao en kreeg later promotie tot supervisor docent in Ilog in Negros Occidental. In 1912 werd hij door de Amerikaanse gouverneur-generaal van de Filipijnen Leonard Wood benoemd directeur Non-Chistian Tribes. 
In 1931 werd Hidrosollo door de gouverneur-generaal namens het 12e kiesdistrict benoemd in de Senaat van de Filipijnen met een termijn tot 1934. Gedurende deze periode was hij tevens enkele jaren lid van de raad van bestuur van de University of the Philippines. Na zijn termijn als senator was hij onder meer directeur van de North Mindanao Mining Company. Bij de verkiezingen van 1947 werd Hidrosollo gekozen tot gouverneur van Capiz. Zijn termijn als gouverneur duurde van begin 1948 tot 1951. In 1955 ontving Hidrosollo een eredoctoraat in de rechten van zijn alma mater.
Hidrosollo overleed in 1962. Hij was getrouwd met Concepcion Mapa.

### Boeken
- Miguel R. Cornejo (1939) Cornejo's Commonwealth directory of the Philippines, Encyclopedic ed., Manilla
- Remigio Agpalo, Bernadita Churchill, Peronilla Bn. Daroy en Samuel Tan (1997), The Philippine Senate, Dick Baldovino Enterprises

### Websites
- List of Previous Senators, website Senaat van de Filipijnen (geraadpleegd op 2 augustus 2015)
- Online Roster of Philippine Legislators, website Filipijns Huis van Afgevaardigden (geraadpleegd op 2 augustus 2015)
- Profiel Ludovico Hidrosollo, Website Panay (geraadpleegd op 2 augustus 2015)